# Kepler-11

Кеплер-11 (англ. Kepler-11) — зоря спектрального класу GV, яка є дуже схожою на наше Сонце й знаходиться у сузір'ї Лебедя на відстані близько 613 парсек від Сонячної системи. Дана планетарна система була відкрита за допомогою космічного телескопу Кеплер використовуючи метод транзиту, про що було повідомлено 2 лютого 2011р. Навколо зорі обертається, принаймні, 6 планет, які рухаючись по своїх орбітах частково затіняють світло від материнської зорі, що розповсюджується в бік земного спостерігача. Це дає змогу визначити орбітальний період та приблизний діаметр кожної планети. Назви планет здебільшого складаються з назви материнської зорі з додаванням до останньої літер b, c, d, e, f та g.

## Характеристики
Дана планетна система є найкомпактнішою системою відомою на момент початку 2011р. Орбіти її планет від Кеплер-11b до Кеплер-11f запросто помістяться всередині орбіти Меркурія. А ось у планети Кеплер-11g велика піввісь її орбіти десь на 20% перевищує велику піввісь орбіти Меркурія. Незважаючи на таке близьке розташування орбіт планет одна відносно одної й досить близько від материнської зорі, дані спостережень свідчать про динамічну стабільність цієї планетної системи протягом мільярдів років.

## Планетарна система

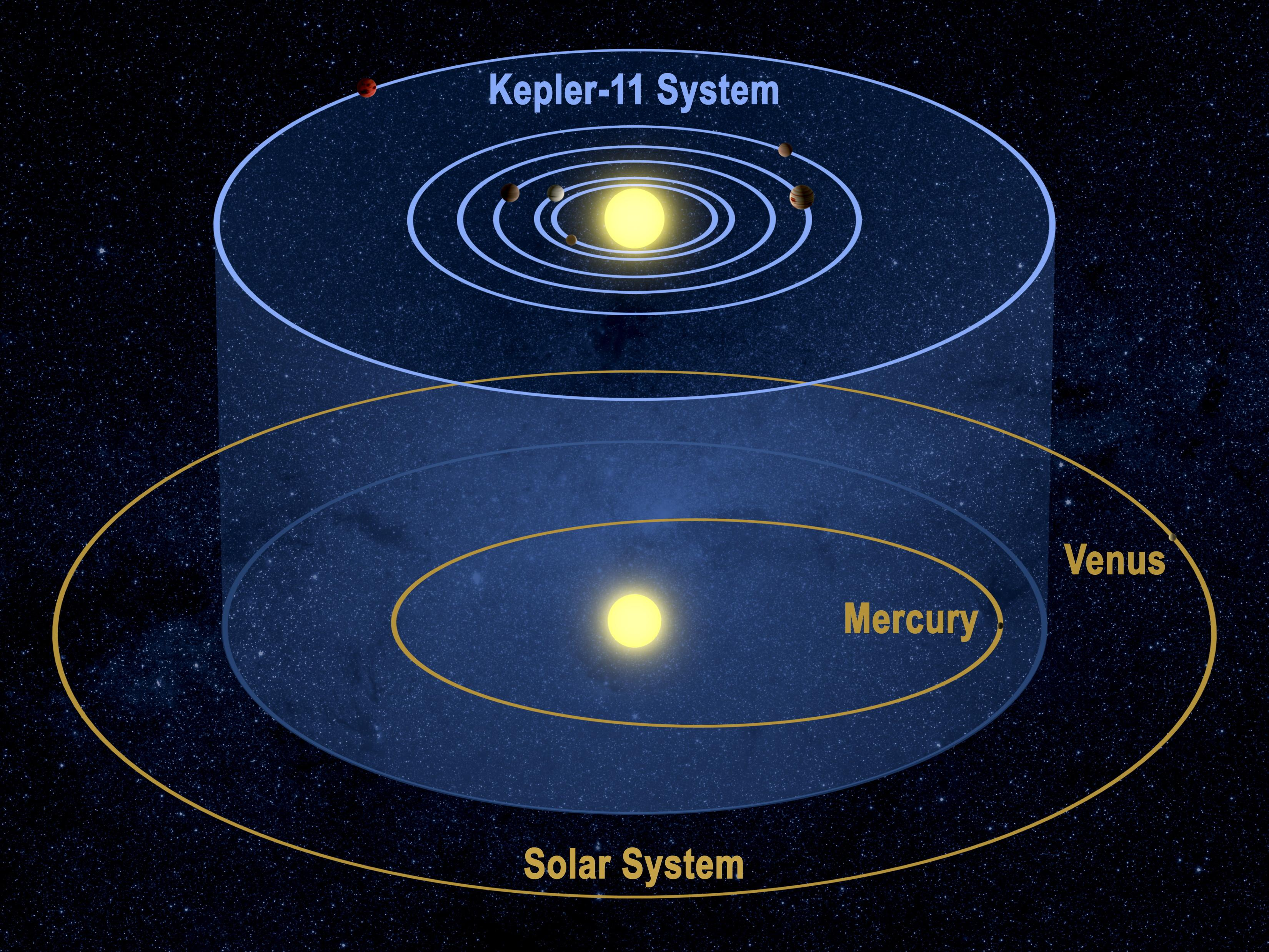
Порівняння зоряних систем Сонця та Кеплер-11

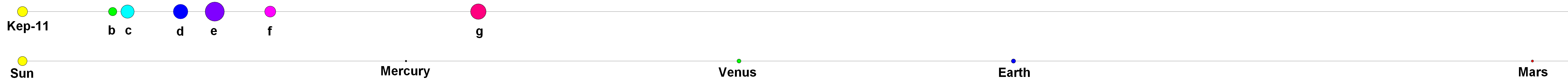
Порівняння зоряних систем Сонця та Кеплер-11

| Kepler-11b | 4.3 (2.3 - 6.5) M⊕   | 1.97 ± 0.19 R⊕ | 0.091 | 10.30375  | 88.5 | 0 | ? |
| Kepler-11c | 13.5 (7.4 - 18.3) M⊕ | 3.15 ± 0.30 R⊕ | 0.106 | 13.02502  | 89   | 0 | ? |
| Kepler-11d | 6.1 (4.4 - 9.2) M⊕   | 3.43 ± 0.32 R⊕ | 0.159 | 22.68719  | 89.3 | 0 | ? |
| Kepler-11e | 8.4 (6.5 - 10.9) M⊕  | 4.52 ± 0.43 R⊕ | 0.194 | 31.9959   | 88.8 | 0 | ? |
| Kepler-11f | 2.3 (1.1 - 4.5) M⊕   | 2.61 ± 0.25 R⊕ | 0.25  | 46.68876  | 89.4 | 0 | ? |
| Kepler-11g | < 300 M⊕             | 3.66 ± 0.35 R⊕ | 0.462 | 118.37774 | 89.8 | 0 | ? |
| Відносний розмір та розташування 6-ти планет навколо зорі Кеплер-11 (Дійсний розмір планет збільшено у 50 раз відносно дійсних розмірів материнської зорі, які залишилися незмінними.) |                      |                |       |           |      |   |   |